# Al Yamamah
Ne doit pas être confondu avec Al-Yamamah.
 (novembre 2017).
Si vous disposez d'ouvrages ou d'articles de référence ou si vous connaissez des sites web de qualité traitant du thème abordé ici, merci de compléter l'article en donnant les références utiles à sa vérifiabilité et en les liant à la section « Notes et références ».

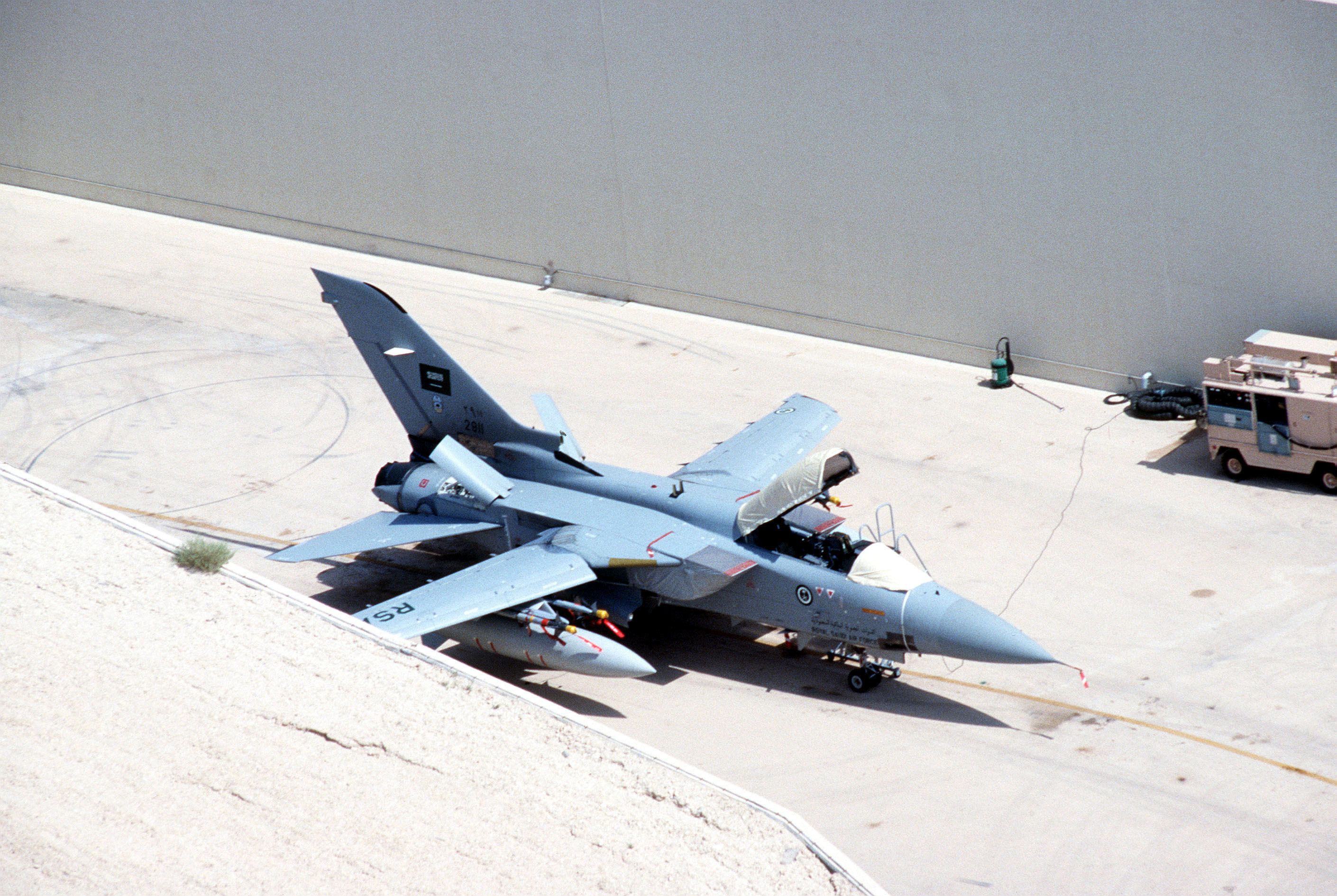
Un Panavia Tornado ADV (variant F.Mk 3) de la Force aérienne royale saoudienne sur une piste d'atterrissage pendant l'opération Bouclier du désert. Ce type d'avions a été acquis à partir des années 1980 dans le cadre d'Al Yamamah.

Al Yamamah (« Le Pigeon » en arabe), est le nom donné à une série de contrats de vente d'armement conclus entre le Royaume-Uni et l'Arabie saoudite depuis 1985.

## Contrats
Les termes exacts de ces contrats sont demeurés confidentiels, mais il est estimé que le premier contrat prévoyait la livraison et la maintenance de 96 Panavia Tornado dans sa version d'attaque, ainsi que 48 dans sa version de défense aérienne, ainsi que 48 avions d'attaque et d'entrainement BAe Hawk, ainsi que 50 Pilatus PC-9. ce premier contrat prévoyait aussi la livraison de bâtiments de surface et d'infrastructures.
En août 2006, un contrat conservant les mêmes modalités a été conclu pour la livraison de 72 avions Eurofighter Typhoon.

## Modalité
Ces contrats ont en commun une série de caractéristiques :
- British Aerospace rachète les appareils saoudiens remplacés par la nouvelle vente
- Les paiements sont effectués en nature sur la base de livraisons de pétrole

Des allégations de corruption récentes[Quand ?] font état de clauses prévoyant le paiement par British Aerospace de retro commissions au bénéfice de membres de la famille royale saoudienne. L'enquête officielle lancée au Royaume-Uni a été arrêtée pour préserver l'intérêt national en décembre 2006 par le gouvernement de Tony Blair. Cependant, une enquête récente[Quand ?] de la BBC et du journal The Guardian affirment que le prince Bandar, qui avait participé à la négociation du contrat initial, aurait été le destinataire d'une somme de 10 milliards de livres sterling étalés sur plus de 10 ans.